# 問題女孩
《問題女孩》（日语：もんだいガール）是Kyary Pamyu Pamyu的第10張單曲。2015年3月18日由日本華納音樂發售。

## 概要
與前作《Kira Kira Killer》相隔約9個月。單曲分為初回限定盤和通常盤2種形態發售，歌曲依照慣例由中田康貴擔任製作人。

## 收錄曲

### CD
全作詞、作曲、編曲：中田康貴
1. 問題女孩（もんだいガール） 
  - 富士電視台日劇『問題餐廳』主題曲
2. KISEKAE
  - 任天堂「新任天堂3DS」CM歌曲
3. MY ROOM
  - CHINTAI（日语：CHINTAI） CM歌曲
4. CANDY CANDY –混音版–
5. 問題女孩 –演奏版–（もんだいガール (Instrumental)）
6. MY ROOM –演奏版–

### 初回限定盤DVD
初回限定盤
1. 卡莉怪妞 2014 LIVE精選集（きゃりーぱみゅぱみゅ 2014 LIVE SELECTION）

## 外部連結
- YouTube上的《問題女孩》音樂影片
- 臺灣華納音樂單曲頁面